# Катріна Марі Кінан
Катріна Марі Кінан (англ. Katrina Marie Keenan, народилась 24 лютого 1971 р.) — колишній гравець у крикет в Новій Зеландії.
Вона грала за жіночу команду першого класу, з крикету Кентербері і збірну Нової Зеландії. Тренувала збірну Нової Зеландії до 2014 року.
Дебютувала 7 лютого 1995 року в Тестовому Матчі, а 12 лютого 1995 року — в One Day International (ODI). Вона зіграла лише п'ять тестових матчів, останній — 15 липня 1996 року. Тим не менш, вона грала у 54 ODIs, зробила 348 пробігів і взявши 70 хвірток з середнім боулінгом 17.82, кращими цифрами 6/73, у грі проти Англії. Кінан тренувала Японську національну збірну на Азійських іграх 2010 року.
Була офіційним Національним представником Нової Зеландії з розвитку жіночого крикету.